# Ломоносовская
«Ломоно́совская» — станция Петербургского метрополитена. Расположена на Невско-Василеостровской линии между станциями «Елизаровская» и «Пролетарская».
Станция открыта 21 декабря 1970 года в составе участка «Площадь Александра Невского» — «Ломоносовская». Была названа по расположенному рядом Фарфоровому заводу, основанному при участии М. В. Ломоносова, и носившему на момент открытия станции название «Ломоносовский фарфоровый завод». В проекте станция носила название «Ивановская».
Вестибюль станции расположен на территории Ломоносовского сквера, который находится на месте бывшего Спасо-Преображенского (Фарфоровского) кладбища. До появления вестибюля в центре сквера находилась Свято-Духовская церковь (снесена в 1966 году).

## История
По первоначальным вариантам проектов станция предполагалась наземной, а затем мелкого заложения. Существует две версии причин изменения проектов на глубокое заложение и закрытого типа: по одной из них, станция не вписывалась в т. н. «кривые» (повороты), по другой — сложные гидрогеологические условия на проходке тоннеля при переходе на мелкое заложение — во время строительства тоннеля от «Ломоносовской» произошёл взрыв метана.

## Наземные сооружения
Павильон станции выполнен по проекту архитекторов А. С. Гецкина, В. П. Шуваловой, Г. Д. Булаевской и располагается на пересечении улицы Бабушкина и переулка Матюшенко. Вестибюль расположен на небольшом возвышении. Массивная консольная плита, служащая перекрытием кассового зала, поддерживается мощными опорами. Первоначально полностью застеклённый кассовый зал в середине 1990-х годов был реконструирован, стекло на две трети от пола было заменено на мрамор. В отделке круглого эскалаторного зала использованы деревянные панели и анодированный металл. До 1979 года кассовый зал украшала металлическая схема Невско-Василеостровской линии, которая позже была демонтирована в связи с продлением линии до станции «Приморская».
В начале мая 2008 года сквер, окружающий павильон, был огорожен под строительство многофункционального трёхэтажного коммерческого комплекса. Однако в феврале 2009 года ограждения вокруг сквера были сняты — в связи с экономическим кризисом постройка коммерческого комплекса так и не была начата.

## Подземные сооружения
«Ломоносовская» — станция закрытого типа («горизонтальный лифт») глубокого заложения (глубина ≈ 65 м). По краям платформ установлены платформенные раздвижные двери. Станция завершает серию из шести станций типа «горизонтальный лифт», идущих подряд. Подземный зал сооружён по проекту архитекторов А. Я. Мачерета и Л. С. Чупиной.
В оформлении перронного зала доминируют нежный, «фарфоровый» колорит и смягчённые архитектурные формы, своеобразие наклона стен внутрь зала (аналогично оформлены станции «Площадь Александра Невского-1» и «Звёздная»). Станционные двери простые, без рисунка. Над каждой дверной нишей латунная надпись «Ломоносовская». Торцевую стену из белого мрамора украшает бронзовый барельеф, посвященный М. В. Ломоносову (художник В. М. Городецкий).
Наклонный ход, содержащий три эскалатора, расположен в южном торце станции; в 2017 году светильники наклонного хода были заменены со «световых столбиков» на «факелы».

## В искусстве
- Строительство и открытие станции сатирически описаны в повести Сергея Довлатова «Чемодан» (рассказ «Номенклатурные полуботинки»)[4].

## Путевое развитие
Южнее станции расположен трёхстрелочный оборотный тупик со смещением ко 2-му главному пути. С 1 сентября 2022 года по будним дням с 12:00 до 15:00 в тупике станции оборачивается каждый третий поезд, следующий по линии (официально метрополитен объясняет восстановление практики зонного оборота уменьшением интервалов на центральном участке линии).
В 1972 году тупики были удлинены в связи с острой нехваткой электродепо. В конце 1970-х годов началось сооружение нового участка «Ломоносовская» — «Щемиловка» от концов этих тупиков, однако из-за неблагоприятных условий, а также из-за изменения трассы тоннель пришлось забросить и устроить там бетонные перемычки (удлинённые в 1972 году участки тупиков были также поочерёдно выведены из эксплуатации в 1979—1980 годах).

## Наземный транспорт

#### Городские автобусы
| №   | Пересадки                                          | Конечный пункт 1               | Конечный пункт 2            |
| --- | -------------------------------------------------- | ------------------------------ | --------------------------- |
| 5   | Новочеркасская                                     | улица Грибакиных               | Ладожская Ладожский вокзал  |
| 8   | -                                                  | Площадь Александра Невского    | Уткина Заводь               |
| 11  | Московская Проспект Славы Пролетарская             | Предпортовая                   | Троицкое поле               |
| 12  | Проспект Большевиков · Международная · Электросила | улица Подвойского              | Рощинская улица             |
| 56  | Купчино Дунайская Проспект Славы                   | Малая Балканская улица         | Кудрово, ТК «МЕГА»          |
| 95  | Елизаровская · Международная · Электросила         | проспект Александровской Фермы | Рощинская улица             |
| 97  | Улица Дыбенко Пролетарская Рыбацкое                | улица Коллонтай, 47            | ЖБИ-1                       |
| 118 | Проспект Большевиков                               | проспект Александровской Фермы | улица Коллонтай, 47         |
| 119 | -                                                  | Ломоносовская                  | Уткина Заводь               |
| 140 | Улица Дыбенко Проспект Большевиков                 | Сортировочная                  | улица Коллонтай, 47         |
| 157 | Проспект Славы Купчино                             | Ломоносовская                  | Малая Балканская улица      |
| 228 | Улица Дыбенко                                      | Ломоносовская                  | река Оккервиль              |
| 239 | Ленинский проспект Московская Проспект Славы       | Петергофское шоссе             | Кудрово, ТК "Мега"          |
| 253 | Елизаровская Проспект Славы                        | Купчино                        | Площадь Александра Невского |
| 264 | Елизаровская Улица Дыбенко Проспект Большевиков    | Пискарёвка                     | Большой Смоленский проспект |
| 288 | Проспект Славы Улица Дыбенко Проспект Большевиков  | Купчино                        | Улица Маршала Тухачевского  |

#### Пригородные автобусы
| №    | Пересадки                                                                                              | Конечный пункт 1 | Конечный пункт 2        |
| ---- | --- | ---------------- | ----------------------- |
| 476  | - | Ломоносовская    | посёлок имени Свердлова |
| 801  | Волковская Бухарестская Международная Проспект Славы Лодейное Поле                                     | Обводный канал   | Винницы                 |
| 856  | Волковская Бухарестская Международная Проспект Славы Волховстрой Гостинополье Андреево Волхов-Пристань | Обводный канал   | Кириши                  |
| 856в | Бухарестская Международная Проспект Славы Волховстрой Гостинополье Андреево Волхов-Пристань            | Волковская       | Кириши                  |
| 860  | Волковская Бухарестская Международная Проспект Славы                                                   | Обводный канал   | Тихвин                  |
| 863  | Волковская Бухарестская Международная Проспект Славы Лодейное Поле Инема                               | Обводный канал   | Старая Слобода          |
| 864  | Волковская Бухарестская Международная Проспект Славы                                                   | Обводный канал   | Лодейное Поле           |
| 865  | Волковская Бухарестская Международная Проспект Славы Лодейное Поле                                     | Обводный канал   | Подпорожье              |
| 867  | Волковская Бухарестская Международная Проспект Славы                                                   | Обводный канал   | Бокситогорск            |
| 869  | Волковская Бухарестская Международная Проспект Славы Тихвин Пикалёво                                   | Обводный канал   | Пикалёво                |
| 896  | Волковская Бухарестская Международная Проспект Славы Тихвин                                            | Обводный канал   | Шугозеро                |

#### Троллейбусы
| №  | Пересадки                               | Конечный пункт 1            | Конечный пункт 2 |
| -- | --------------------------------------- | --------------------------- | ---------------- |
| 14 | Улица Дыбенко                           | Площадь Александра Невского | река Оккервиль   |
| 27 | Московская Проспект Славы Улица Дыбенко | Площадь Конституции         | река Оккервиль   |

#### Трамваи
| №  | Пересадки                                               | Конечный пункт 1    | Конечный пункт 2      |
| -- | ------------------------------------------------------- | ------------------- | --------------------- |
| 7  | Площадь Александра Невского Улица Дыбенко               | Перекупной переулок | проспект Солидарности |
| 27 | Проспект Большевиков Пролетарская                       | река Оккервиль      | Рыбацкое              |
| 39 | Площадь Александра Невского Новочеркасская Пролетарская | Перекупной переулок | Трамвайный парк № 7   |